# Boodontinae
Boodontinae – podrodzina węży z kladu Caenophidia o niepewnej pozycji systematycznej. Tradycyjnie zaliczane do rodziny Colubridae (połozowatych); niektóre analizy sugerują jednak, że podrodzina ta jest bliżej spokrewniona ze zdradnicowatymi niż z większością węży tradycyjnie zaliczanych do połozowatych. Lawson i in. (2005) zaliczyli nawet Boodontinae do zdradnicowatych; natomiast Vidal i in. (2007) w swojej analizie zaliczyli część rodzajów wchodzących w skład tej podrodziny - w tym rodzaje Lamprophis i Mehelya - do rodziny Lamprophiidae, siostrzanej do zdradnicowatych.
Rodzaje tradycyjnie zaliczane do podrodziny Boodontinae:
- Bothrolycus
- Bothrophthalmus
- Buhoma
- Chamaelycus
- Dendrolycus
- Dipsina
- Dromophis
- Duberria
- Gonionotophis
- Grayia
- Hormonotus
- Lamprophis
- Lycodonomorphus
- Lycophidion
- Macroprotodon
- Mehelya
- Montaspis
- Pseudaspis
- Pseudoboodon
- Pythonodipsas
- Scaphiophis

Nie jest jednak pewne, czy Boodontinae obejmujące te wszystkie rodzaje są monofiletyczne. Lawson i in. (2005) wyłączyli z tej podrodziny rodzaje Grayia i Macroprotodon (które zaliczyli do Colubrinae), a także rodzaj Duberria (zaliczony przez nich do Pseudoxyrophiinae). Vidal i in. (2007) zaliczyli rodzaj Grayia do nowej podrodziny Grayiinae, wchodzącej w skład połozowatych. Kelly i współpracownicy (2008) uznali Dromophis za młodszy synonim rodzaju Psammophis z podrodziny Psammophiinae.